# Square Vergennes
Pour les articles homonymes, voir Vergennes.
Le Square de Vergennes est une voie du 15e arrondissement de Paris, en France.

## Situation et accès
Le square de Vergennes est une voie située dans le 15e arrondissement de Paris. Il débute au 279, rue de Vaugirard et se termine en impasse.
Le quartier est desservi par la ligne de métro 12 à la station Vaugirard.

## Origine du nom

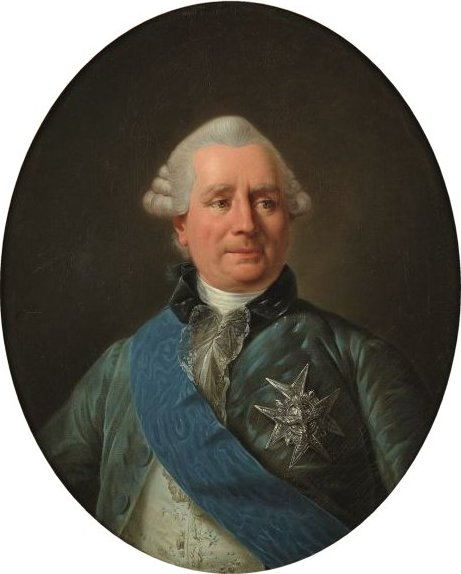
Charles Gravier de Vergennes, par Antoine-François Callet.

Le square porte le nom de Charles Gravier de Vergennes (1719-1787), ministre sous Louis XVI.

## Historique
La voie est ouverte et prend sa dénomination actuelle en 1927, dans un lotissement appartenant à M. Pélissier.

## Bâtiments remarquables et lieux de mémoire

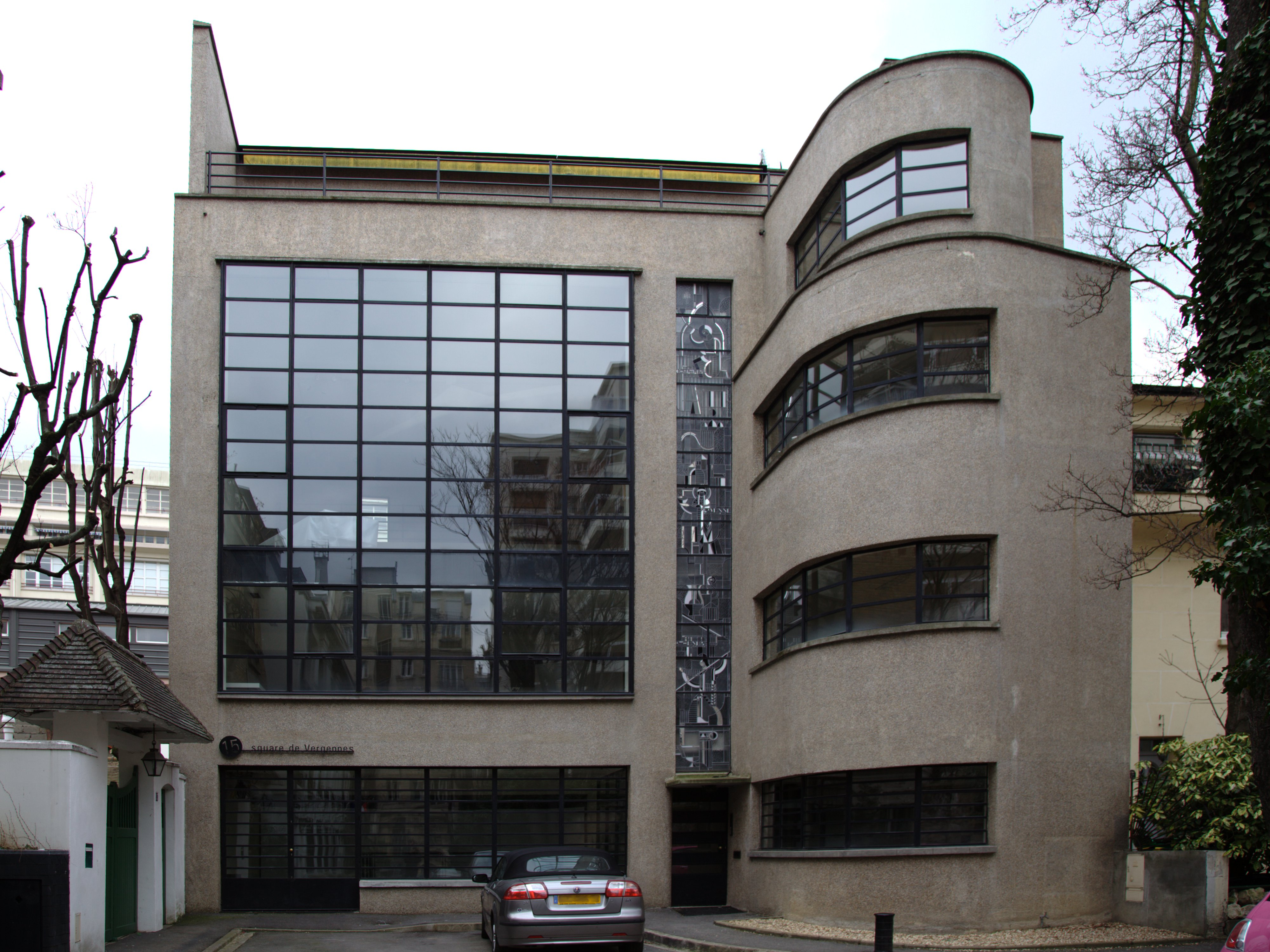
L'ancien atelier du verrier Louis Barillet, construit par Mallet-Stevens.

- Aux nos 7-9 se trouve la section consulaire de l'ambassade de Hongrie en France.
- Au no 15 se trouve la maison et atelier du maître-verrier Louis Barillet, construits par l'architecte Robert Mallet-Stevens. Entre le 11 avril 2014 et janvier 2017, le musée Mendjisky - Écoles de Paris y a été le premier musée sur les Écoles de Paris à avoir ouvert ses portes, dans cet ancien atelier d'artiste d'un quartier qui a vu naître les premières avant-gardes du XXe siècle[1]. Louis Barillet a réalisé d'importants vitraux sur le thème des grandes villes de France et sur l'histoire de Psyché mais aussi des mosaïques, qui complètent l'architecture de la maison et en font un bel exemple d'art total. Jacques Le Chevallier et Théo Hanssen y furent ses collaborateurs.